# روبرت ألبرت دوغلاس
روبرت ألبرت دوغلاس هو سياسي كندي، ولد في 22 يونيو 1887، وتوفي في 4 يناير 1959. انتخب عضو مجلس نواب نوفا سكوتيا.